# Communauté d'agglomération du Muretain
La Communauté d'agglomération du Muretain és una mancomunitat francesa al departament de l'Alta Garona, a la regió d'Occitània. Va ser creada l'1 de gener de 2004, agrupa 14 municipis i té la seu a Muret.
- President : André Mandement
- Director : Odette Rolland-Gastou

## Municipis
- Eaunes
- Labastidette
- Lavernose-Lacasse
- Muret
- Saint-Hilaire
- Saubens
- Saint-Lys
- Saint-Clar-de-Rivière
- Labarthe-sur-Lèze
- Pinsaguel
- Pins-Justaret
- Portet-sur-Garonne
- Roquettes
- Villate

## Dades
- Població (1999) : 59.348 habitants
- Superfície : 18.209 ha